# Seznam členů Senátu Parlamentu České republiky (1996–1998)
Toto je seznam členů Senátu Parlamentu České republiky v 1. dvouletém volebním období 1996–1998.
Třetina senátorů byla volena na 2 roky, třetina na 4 roky a třetina na celých 6 let.
Čtyři senátoři byli zvoleni rovnou v prvním kole. Mezi senátory bylo 9 žen.

## Seznam senátorů
| Senátní obvod            | Jméno              | Politická příslušnost | Volební (navrhující) strana | Klub | Zvolen na kolik let |
| ------------------------ | ------------------ | --------------------- | --------------------------- | ---- | ------------------- |
| 01 – Karlovy Vary        | Vladimír Kulhánek  | ODS                   | ODS                         |      | 2                   |
| 02 – Sokolov             | Jiří Vyvadil       | ČSSD                  | ČSSD                        |      | 4                   |
| 03 – Cheb                | Peter Morávek      | ČSSD                  | ČSSD                        |      | 6                   |
| 04 – Most                | Richard Falbr      | BEZPP                 | NK                          |      | 2                   |
| 05 – Chomutov            | Ladislav Drlý      | KSČM                  | KSČM                        |      | 4                   |
| 06 – Louny               | Ivan Havlíček      | ČSSD                  | ČSSD                        |      | 6                   |
| 07 – Plzeň-město         | Jaroslav Jurečka   | ODS                   | ODS                         |      | 2                   |
| 08 – Rokycany            | František Jirava   | ČSSD                  | ČSSD                        |      | 4                   |
| 09 – Plzeň-město         | Bohumil Kulhánek   | ODS                   | ODS                         |      | 6                   |
| 10 – Český Krumlov       | Karel Vachta       | ČSSD                  | ČSSD                        |      | 2                   |
| 11 – Domažlice           | Petr Smutný        | ČSSD                  | ČSSD                        |      | 4                   |
| 12 – Strakonice          | Pavel Rychetský    | ČSSD                  | ČSSD                        |      | 6                   |
| 13 – Tábor               | Pavel Eybert       | ODS                   | ODS                         |      | 2                   |
| 14 – České Budějovice    | Jiří Pospíšil      | ODS                   | ODS                         |      | 4                   |
| 15 – Pelhřimov           | Milan Štěch        | BEZPP                 | ČSSD                        |      | 6                   |
| 16 – Beroun              | Jiří Rückl         | BEZPP                 | ODA                         |      | 2                   |
| 17 – Praha 12            | Jan Krámek         | ODS                   | ODS                         |      | 4                   |
| 18 – Příbram             | Zdeněk Vojíř       | ČSSD                  | ČSSD                        |      | 6                   |
| 19 – Praha 11            | Václav Mencl       | ODS                   | ODS                         |      | 2                   |
| 20 – Praha 4             | Zdeněk Klausner    | ODS                   | ODS                         |      | 4                   |
| 21 – Praha 5             | Michael Žantovský  | BEZPP                 | ODA                         |      | 6                   |
| 22 – Praha 10            | Milan Kondr        | ODS                   | ODS                         |      | 2                   |
| 23 – Praha 8             | Alena Palečková    | ODS                   | ODS                         |      | 4                   |
| 24 – Praha 9             | Josef Pavlata      | ODS                   | ODS                         |      | 6                   |
| 25 – Praha 6             | Jan Koukal         | ODS                   | ODS                         |      | 2                   |
| 26 – Praha 2             | Vladimír Zeman     | ODS                   | ODS                         |      | 4                   |
| 27 – Praha 1             | Václav Benda       | ODS                   | ODS                         |      | 6                   |
| 28 – Mělník              | Jaroslav Horák     | ODS                   | ODS                         |      | 2                   |
| 29 – Litoměřice          | Karel Burda        | ODS                   | ODS                         |      | 4                   |
| 30 – Kladno              | Ladislav Svoboda   | ČSSD                  | ČSSD                        |      | 6                   |
| 31. – Ústí nad Labem     | Oto Neubauer       | ČSSD                  | ČSSD                        |      | 2                   |
| 32 – Teplice             | Jaroslav Musial    | ČSSD                  | ČSSD                        |      | 4                   |
| 33 – Děčín               | Egon Lánský        | BEZPP                 | ČSSD                        |      | 6                   |
| 34 – Liberec             | Přemysl Sobotka    | ODS                   | ODS                         |      | 2                   |
| 35 – Jablonec nad Nisou  | František Vízek    | ČSSD                  | ČSSD                        |      | 4                   |
| 36 – Česká Lípa          | Miroslav Coufal    | ČSSD                  | ČSSD                        |      | 6                   |
| 37 – Jičín               | Jiří Liška         | ODS                   | ODS                         |      | 2                   |
| 38 – Mladá Boleslav      | Jarmila Filipová   | ODS                   | ODS                         |      | 4                   |
| 39 – Trutnov             | Vlastimil Šubrt    | ODS                   | ODS                         |      | 6                   |
| 40 – Kutná Hora          | Karel Floss        | ČSSD                  | ČSSD                        |      | 2                   |
| 41 – Benešov             | Libuše Benešová    | ODS                   | ODS                         |      | 4                   |
| 42 – Kolín               | Vladislav Malát    | ODS                   | ODS                         |      | 6                   |
| 43. – Pardubice          | Jaroslava Moserová | ODA                   | ODA                         |      | 2                   |
| 44 – Chrudim             | Petr Pithart       | BEZPP                 | KDU-ČSL                     |      | 4                   |
| 45 – Hradec Králové      | Karel Barták       | BEZPP                 | ODA                         |      | 6                   |
| 46 – Ústí nad Orlicí     | Bohumil Čada       | KDU-ČSL               | KDU-ČSL                     |      | 2                   |
| 47 – Náchod              | Miloslav Müller    | ODS                   | ODS                         |      | 4                   |
| 48 – Rychnov nad Kněžnou | František Bartoš   | KDU-ČSL               | KDU-ČSL                     |      | 6                   |
| 49 – Blansko             | Libor Pavlů        | ČSSD                  | ČSSD                        |      | 2                   |
| 50 – Svitavy             | Jiří Brýdl         | BEZPP                 | KDU-ČSL                     |      | 4                   |
| 51 – Žďár nad Sázavou    | Jiří Šenkýř        | KDU-ČSL               | KDU-ČSL                     |      | 6                   |
| 52 – Jihlava             | Václav Jehlička    | ODA                   | ODA                         |      | 2                   |
| 53 – Třebíč              | Pavel Heřman       | BEZPP                 | DEU                         |      | 4                   |
| 54 – Znojmo              | Milan Špaček       | KDU-ČSL               | KDU-ČSL                     |      | 6                   |
| 55 – Brno-město          | Vlasta Svobodová   | ODS                   | ODS                         |      | 2                   |
| 56 – Břeclav             | Jiří Pavlov        | ODS                   | ODS                         |      | 4                   |
| 57 – Vyškov              | Oldřich Dočekal    | KDU-ČSL               | KDU-ČSL                     |      | 6                   |
| 58 – Brno-město          | Luděk Zahradníček  | ODS                   | ODS                         |      | 2                   |
| 59 – Brno-město          | Richard Salzmann   | ODS                   | ODS                         |      | 4                   |
| 60 – Brno-město          | Jan Zahradníček    | KDU-ČSL               | KDU-ČSL                     |      | 6                   |
| 61 – Olomouc             | Josef Jařab        | BEZPP                 | ODA                         |      | 2                   |
| 62 – Prostějov           | Jan Kavan          | ČSSD                  | ČSSD                        |      | 4                   |
| 63 – Přerov              | Jitka Seitlová     | ODA                   | ODA                         |      | 6                   |
| 64 – Bruntál             | Zdeněk Babka       | ČSSD                  | ČSSD                        |      | 2                   |
| 65 – Šumperk             | Václav Reitinger   | ČSSD                  | ČSSD                        |      | 4                   |
| 66 – Olomouc             | Karel Korytář      | ČSSD                  | ČSSD                        |      | 6                   |
| 67 – Nový Jičín          | František Konečný  | ODS                   | ODS                         |      | 2                   |
| 68 – Opava               | Jan Voráček        | ODS                   | ODS                         |      | 4                   |
| 69 – Frýdek-Místek       | Věra Vašínková     | ČSSD                  | ČSSD                        |      | 6                   |
| 70 – Ostrava-město       | Mirek Topolánek    | ODS                   | ODS                         |      | 2                   |
| 71 – Ostrava-město       | Jan Zapletal       | ČSSD                  | ČSSD                        |      | 4                   |
| 72 – Ostrava-město       | Vítězslav Matuška  | ČSSD                  | ČSSD                        |      | 6                   |
| 73 – Frýdek-Místek       | Emil Škrabiš       | KDU-ČSL               | KDU-ČSL                     |      | 2                   |
| 74 – Karviná             | Alfréd Michalík    | ČSSD                  | ČSSD                        |      | 4                   |
| 75 – Karviná             | Antonín Petráš     | KSČM                  | KSČM                        |      | 6                   |
| 76 – Kroměříž            | Eva Nováková       | KDU-ČSL               | KDU-ČSL                     |      | 2                   |
| 77 – Vsetín              | Vladimír Oplt      | ODS                   | ODS                         |      | 4                   |
| 78 – Zlín                | Irena Ondrová      | ODS                   | ODS                         |      | 6                   |
| 79 – Hodonín             | Jan Benda          | KDU-ČSL               | KDU-ČSL                     |      | 2                   |
| 80 – Zlín                | Jiří Stodůlka      | KDU-ČSL               | KDU-ČSL                     |      | 4                   |
| 81 – Uherské Hradiště    | Jaroslav Petřík    | KDU-ČSL               | KDU-ČSL                     |      | 6                   |